# Вербрюгген, Генри
Генри Вербрюгген (нидерл. Henri Verbrugghen; 1 августа 1873, Брюссель — 12 ноября 1934) — бельгийский скрипач, дирижёр и музыкальный педагог.

## Биография
Учился как скрипач в Брюссельской консерватории под руководством Эжена Изаи и Енё Хубаи.  В 1893 году обосновался в Шотландии, играл, с перерывами, в Шотландском оркестре, в 1902 года занял пост первой скрипки и помощника дирижёра. В 1900-е годы возглавлял афедру скрипки в Атенеуме (Глазго), с 1911 года руководил Хоровым обществом Глазго. В апреле 1914 года был одним из дирижёров Бетховенского фестиваля в Лондоне, получив отличную прессу. Под впечатлением этого успеха Вербрюггена пригласили возглавить новосозданную Консерваторию Нового Южного Уэльса.
В 1916 году Вербрюгген прибыл в Сидней и развил там бурную деятельность по созданию с нуля музыкального учебного заведения, ориентированного на европейские принципы преподавания. Он также создал под эгидой консерватории оркестр и струнный квартет. Однако правительство Нового Южного Уэльса фактически отказало Вербрюггену в финансовой поддержке, в 1921 году оркестр был распущен, а Вербрюгген ушёл в отставку и покинул Австралию. В 1922 году он выступил в качестве приглашённого дирижёра с Миннеаполисским симфоническим оркестром и имел такой успех, что был приглашён возглавить оркестр. Вплоть до 1931 году он руководил оркестром, пока прямо на репетиции не перенёс сердечный приступ, от которого так и не смог полностью оправиться. В последние годы жизни руководил департаментом музыки в Карлтонском колледже в Миннесоте.